# سيلفانو دوربا
سيلفانو دوربا (بالإيطالية: Silvano d'Orba)‏ هي بلدية في مقاطعة ألساندريا في إقليم بييمونتي في إيطاليا.

## السكان
في سنة 1861 بلغ عدد السكان 2٬295 نسمة، وتطور العدد ليصل في سنة 2011 لـ 2٬056 نسمة.
يظهر هذا المخطط البياني تطور النمو السكاني لـ سيلفانو دوربا